# 문일재
문일재(文一在, 1955년 11월 28일 ~ , 강원 영월)는 대한민국의 공무원이다. 

## 학력
- 서울고등학교 졸업
- 서울대학교 경영학 학사
- 서울대학교 행정대학원 석사
- 오리건주립대학교 대학원 석사

## 경력
- 1981.05 : 경제기획원 행정사무관
- 1999.11 : 재정경제부 국유재산과장
- 2002.03 : 재정경제부 물가정책과장
- 2002.10 : 대통령비서실 정책기획수석실 부이사관
- 2004.05 : 주홍콩 총영사관 재경관
- 2007.08 : 재정경제부 경제자유구역기획단 기획국장
- 2008.01 : 대통령비서실 경제정책비서관
- 2008.07 ~ 2009.09 : 조달청 차장
- 2009.10 ~ 2013.03 : 유암코 상근감사
- 2013.03 : 호텔신라 상근감사
- 2016.10 : 대한석유협회 상근부회장

## 수상
- 녹조근정훈장
- 대통령 표창

## 참고
| 전임 김재호 | 제23대 조달청 차장 2008년 7월 28일 ~ 2009년 9월 30일 | 후임 유재보 |